# フル・ムーン・フィーヴァー
『フル・ムーン・フィーヴァー』（Full Moon Fever）は、アメリカ合衆国のロック・ミュージシャン、トム・ペティが1989年に発表したスタジオ・アルバム。ペティがトム・ペティ&ザ・ハートブレイカーズの中心メンバーとして1976年にデビューして以来、初のソロ・アルバムとしてリリースされた。

## 背景
元エレクトリック・ライト・オーケストラのジェフ・リンと、ザ・ハートブレイカーズのマイク・キャンベルが共同プロデューサーに起用され、ザ・ハートブレイカーズのベンモント・テンチも「アパートメント・ソング」のレコーディングに参加した。
本作制作中にトラヴェリング・ウィルベリーズが結成されてレコーディングに入ったため、本作の作業は一時中断され、その後、バーズのカヴァー「すっきりしたぜ」を含む3曲がレコーディングされる。トラヴェリング・ウィルベリーズのメンバーであるジョージ・ハリスンとロイ・オービソンもゲスト参加しているが、オービソンはアルバムのリリース前に死去しており、ペティはオービソンに捧げる謝辞を本作のブックレットに書いた。
本作からの第1弾シングル「アイ・ウォント・バック・ダウン」のミュージック・ビデオには、この曲のレコーディングにも参加したジェフ・リンとジョージ・ハリスンに加えて、リンゴ・スターも出演している。

## 反響・評価
ペティの母国アメリカではBillboard 200で3位に達し、1989年11月の時点でRIAAによりダブル・プラチナに認定されて、2000年10月には5×プラチナに認定された。また、ノルウェーのアルバム・チャートでは2週連続で2位に達し、20週にわたりトップ20入りするヒットとなった。
音楽評論家のStephen Thomas Erlewineはallmusic.comにおいて「弱い曲がない」「聴き所で満たされたアルバム」と評している。『ローリング・ストーン』誌が選出した「80年代のベスト・アルバム100」では92位にランク・インした。
『ローリング・ストーン』誌が選んだ「歴代最高のアルバム500選」（2020年版）において298位に選ばれている。

## 収録曲
特記なき楽曲はトム・ペティとジェフ・リンの共作。
1. フリー・フォーリン "Free Fallin'" – 4:15
2. アイ・ウォント・バック・ダウン "I Won't Back Down" – 2:56
3. ラヴ・イズ・ア・ロング・ロード "Love Is a Long Road" (Tom Petty, Mike Campbell) – 4:06
4. フェイス・イン・ザ・クラウド "A Face in the Crowd" – 3:58
5. ランニン・ダウン・ア・ドリーム "Runnin' Down a Dream" (T. Petty, Jeff Lynne, M. Campbell) – 4:23
6. すっきりしたぜ "Feel a Whole Lot Better" (Gene Clark) – 3:14
7. イヤー・ソー・バッド "Yer So Bad" – 3:05
8. ディペンディング・オン・ユー "Depending on You" (T. Petty) – 2:47
9. アパートメント・ソング "The Apartment Song" (T. Petty) – 2:31
10. オールライト・フォー・ナウ "Alright for Now" (T. Petty) – 2:00
11. ハート・オブ・イッツ・オウン "A Mind With a Heart of Its Own" – 3:29
12. ゾンビ・ズー "Zombie Zoo" – 2:58

## シングル
本作からのシングルのチャート最高順位を示す。
| タイトル                       | アメリカ | イギリス | オーストラリア | オランダ | ニュージーランド |
| ------------------------------ | -------- | -------- | -------------- | -------- | ---------------- |
| アイ・ウォント・バック・ダウン | 12位     | 28位     | 16位           | -        | 49位             |
| ランニン・ダウン・ア・ドリーム | 23位     | 55位     | -              | -        | -                |
| フリー・フォーリン             | 7位      | 59位     | -              | 61位     | 4位              |
| フェイス・イン・ザ・クラウド   | 46位     | 93位     | -              | 25位     | -                |

## 他メディアでの使用例
「ランニン・ダウン・ア・ドリーム」は、2004年（PlayStation 2日本版は2007年）発売の『グランド・セフト・オート・サンアンドレアス』と2009年発売の音楽ゲーム『ギターヒーロー5』で使用。「ラヴ・イズ・ア・ロング・ロード」は2025年発売予定のアクションアドベンチャーゲーム『グランド・セフト・オートVI』のトレーラーに使用されている。

## カヴァー
- フリー・フォーリン
  - スティーヴィー・ニックス - テレビドラマ『サンフランシスコの空の下』のサウンドトラックに提供。同作のサウンドトラック・アルバム『Party of Five』（1996年）にも収録された[21]。
  - ジョン・メイヤー - ライヴで演奏。ライヴ・アルバム『Where the Light Is: John Mayer Live in Los Angeles』（2008年）に収録された。
- アイ・ウォント・バック・ダウン
  - ジョニー・キャッシュ - アルバム『American III: Solitary Man』（2000年）に収録。
- フェイス・イン・ザ・クラウド
  - グレゴリアン - アルバム『Masters of Chant Chapter VII』（2009年）に収録。

## 参加ミュージシャン
- トム・ペティ - ボーカル、ギター、キーボード、タンブリン、ハンド・クラップ
- ジェフ・リン - ギター、ベース、キーボード、バッキング・ボーカル、ハンド・クラップ
- マイク・キャンベル - ギター、ベース、マンドリン、スライドギター、キーボード
- フィル・ジョーンズ - ドラムス、パーカッション
- ジョージ・ハリスン - アコースティック・ギター、バッキング・ボーカル(#2)
- ハウィー・エプスタイン - バッキング・ボーカル(#2, #3)
- ジム・ケルトナー - ドラムス、マラカス、タンブリン(#3)
- アラン・ウェイデル - ハンド・クラップ(#6)
- ベンモント・テンチ - ピアノ(#9)
- ロイ・オービソン - バッキング・ボーカル(#12)
- ケルシー・キャンベル - スクリーム(#12)